# Colomerus vitis
Espèce

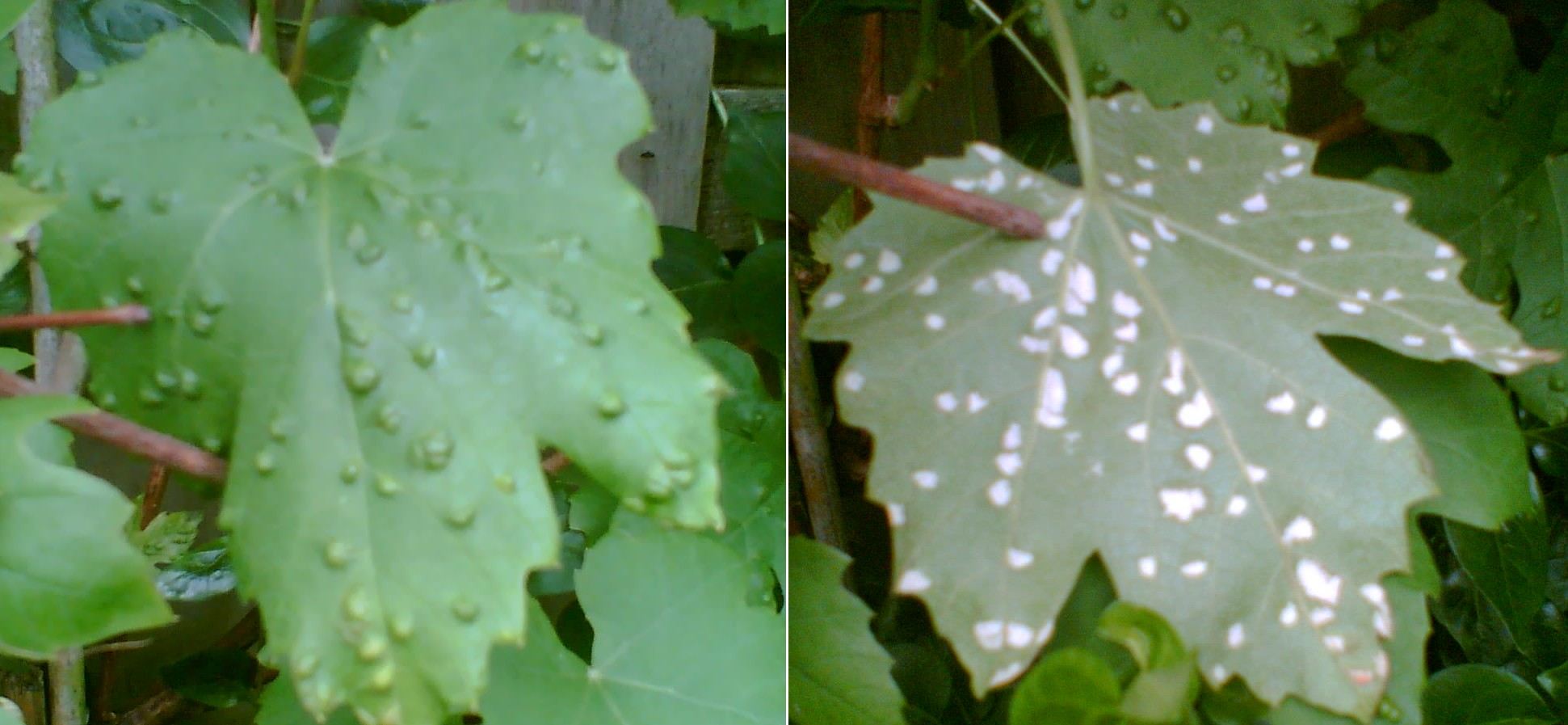
Érinose de la vigne due à Colomerus vitis

Colomerus vitis est une espèce d'acariens microscopiques de la famille des Eriophyidae. Cette espèce provoque l'érinose de la vigne (déformation des feuilles).
Synonymes :
- Eriophyes vitis (Pagenstecher, 1857)
- Phytoptus vitis Pagenstecher, 1857